# Josefa Idem
Josefa Idem (Goch, RFA, 23 de septiembre de 1964) es una deportista alemana nacionalizada italiana que compitió en piragüismo en la modalidad de aguas tranquilas.
Participó en ocho Juegos Olímpicos de Verano entre los años 1984 y 2012 obteniendo un total de cinco medallas: una medalla de oro, dos de plata y dos de bronce. Ganó 22 medallas en el Campeonato Mundial de Piragüismo entre los años 1989 y 2009, y 15 medallas en el Campeonato Europeo de Piragüismo entre los años 1997 y 2008.

## Palmarés internacional
| Representando a la RFA |                              |                   |             |
| Juegos Olímpicos       |                              |                   |             |
| Año                    | Lugar                        | Medalla           | Competición |
| 1984                   | Los Ángeles (Estados Unidos) | Medalla de bronce | K2 500 m    |
| Campeonato Mundial     |                              |                   |             |
| Año                    | Lugar                        | Medalla           | Competición |
| 1989                   | Plovdiv (Bulgaria)           | Medalla de bronce | K1 500 m    |
| 1989                   | Plovdiv (Bulgaria)           | Medalla de bronce | K1 5000 m   |
| Representando a Italia |                              |                   |             |
| Juegos Olímpicos       |                              |                   |             |
| Año                    | Lugar                        | Medalla           | Competición |
| 1996                   | Atlanta (Estados Unidos)     | Medalla de bronce | K1 500 m    |
| 2000                   | Sídney (Australia)           | Medalla de oro    | K1 500 m    |
| 2004                   | Atenas (Grecia)              | Medalla de plata  | K1 500 m    |
| 2008                   | Pekín (China)                | Medalla de plata  | K1 500 m    |
| Campeonato Mundial     |                              |                   |             |
| Año                    | Lugar                        | Medalla           | Competición |
| 1990                   | Poznań (Polonia)             | Medalla de oro    | K1 500 m    |
| 1990                   | Poznań (Polonia)             | Medalla de plata  | K1 5000 m   |
| 1991                   | París (Francia)              | Medalla de bronce | K1 500 m    |
| 1991                   | París (Francia)              | Medalla de oro    | K1 5000 m   |
| 1994                   | Ciudad de México (México)    | Medalla de bronce | K1 500 m    |
| 1997                   | Dartmouth (Canadá)           | Medalla de plata  | K1 200 m    |
| 1997                   | Dartmouth (Canadá)           | Medalla de plata  | K1 500 m    |
| 1997                   | Dartmouth (Canadá)           | Medalla de plata  | K1 1000 m   |
| 1998                   | Szeged (Hungría)             | Medalla de plata  | K1 200 m    |
| 1998                   | Szeged (Hungría)             | Medalla de bronce | K1 500 m    |
| 1998                   | Szeged (Hungría)             | Medalla de oro    | K1 1000 m   |
| 1999                   | Milán (Italia)               | Medalla de plata  | K1 200 m    |
| 1999                   | Milán (Italia)               | Medalla de plata  | K1 500 m    |
| 1999                   | Milán (Italia)               | Medalla de plata  | K1 1000 m   |
| 2001                   | Poznań (Polonia)             | Medalla de oro    | K1 500 m    |
| 2001                   | Poznań (Polonia)             | Medalla de oro    | K1 1000 m   |
| 2002                   | Sevilla (España)             | Medalla de bronce | K1 500 m    |
| 2002                   | Sevilla (España)             | Medalla de bronce | K1 1000 m   |
| 2006                   | Szeged (Hungría)             | Medalla de plata  | K1 500 m    |
| 2009                   | Dartmouth (Canadá)           | Medalla de bronce | K1 500 m    |
| Campeonato Europeo     |                              |                   |             |
| Año                    | Lugar                        | Medalla           | Competición |
| 1997                   | Plovdiv (Bulgaria)           | Medalla de oro    | K1 200 m    |
| 1997                   | Plovdiv (Bulgaria)           | Medalla de oro    | K1 500 m    |
| 1997                   | Plovdiv (Bulgaria)           | Medalla de oro    | K1 1000 m   |
| 1997                   | Plovdiv (Bulgaria)           | Medalla de bronce | K2 500 m    |
| 1999                   | Zagreb (Croacia)             | Medalla de oro    | K1 200 m    |
| 1999                   | Zagreb (Croacia)             | Medalla de oro    | K1 500 m    |
| 1999                   | Zagreb (Croacia)             | Medalla de oro    | K1 1000 m   |
| 2000                   | Poznań (Polonia)             | Medalla de plata  | K1 200 m    |
| 2000                   | Poznań (Polonia)             | Medalla de oro    | K1 1000 m   |
| 2001                   | Milán (Italia)               | Medalla de plata  | K1 500 m    |
| 2001                   | Milán (Italia)               | Medalla de oro    | K1 1000 m   |
| 2002                   | Szeged (Hungría)             | Medalla de plata  | K1 500 m    |
| 2002                   | Szeged (Hungría)             | Medalla de plata  | K1 1000 m   |
| 2006                   | Račice (República Checa)     | Medalla de bronce | K1 1000 m   |
| 2008                   | Milán (Italia)               | Medalla de bronce | K1 500 m    |